# Сухоруков, Анатолий Кузьмич
Анато́лий Кузьми́ч Сухору́ков (род. 6 марта 1942) — советский и российский валторнист и музыкальный педагог, солист Академического симфонического оркестра Санкт-Петербургской филармонии, лауреат Международного конкурса, Заслуженный артист России, профессор Санкт-Петербургского университета культуры и искусств.

## Биография
Анатолий Кузьмич Сухоруков родился 6 марта 1942 года в селе Романово Хомутовского района Курской области. Окончил Ленинградскую консерваторию (1965) и аспирантуру по классу валторны, ученик профессоров М. Н. Буяновского и В. М. Буяновского. В составе Квинтета духовых инструментов Ленинградской консерватории — В. Зверев (флейта), В. Соболев (гобой), В. Лавриков (кларнет), А. Сухоруков (валторна), К. Соколов (фагот) — был удостоен в 1965 г. почётного диплома за третье место на Международном конкурсе в Будапеште.
В 1966—1968 гг. играл в оркестре Ленинградского театра оперы и балета имени Кирова, в 1968—2008 — в Академическом симфоническом оркестре Ленинградской филармонии, с 1987 г. солист-концертмейстер группы валторн. За творческие достижения удостоен почётного звания Заслуженный артист РСФСР (1992) и «Ордена Дружбы» (2004).
Редактировал издания валторнового репертуара для петербургского издательства «Композитор» (Моцарт, Глазунов, Пуленк, Глинка, Клинг, Сальников, Цветков).
С 1980 профессор Санкт-Петербургского университета культуры и искусств, преподаватель Детских школ искусств им. Мравинского и им. Свиридова.

## Награды и звания
- Лауреат Международного конкурса (Будапешт, 1965)
- Заслуженный артист Российской Федерации (20 ноября 1992) — за заслуги в области музыкального искусства
- Орден Дружбы (2004)
- Медаль им. Римского-Корсакова (2011)
- Орден за вклад в культуру 2 степени (2011)